# Arkabutla
Arkabutla es un lugar designado por el censo ubicado en el condado de Tate en el estado estadounidense de Misisipi. En el Censo de 2020 tenía una población de 285 habitantes y una densidad poblacional de 27,27 habitantes por km². Fue incluido como CDP en el censo de 2020. 

## Geografía
Arkabutla se encuentra ubicado en las coordenadas 34°42′00″N 90°07′32″O / 34.70000, -90.12556.Según la Oficina del Censo de los Estados Unidos,  tiene una superficie total de 10,45 km², todos correspondientes a tierra firme.

## Personas notables
- James Earl Jones (1931–2024), actor